# Route nationale 221
Pour les articles homonymes, voir Route 221.
La route nationale 221, ou RN 221, ou N 221, est une route nationale française située en Dordogne, à l'est de Périgueux.
Elle relie la RN 21, depuis le rond-point de la Feuilleraie à Trélissac, jusqu'à l'autoroute A 89 à Saint-Laurent-sur-Manoire, au niveau de l'échangeur n° 16 (Périgueux-Est), en passant par le rond-point de la Mémoire à Boulazac.